# Die Özdags
Die Özdags ist eine siebenteiligen Dokumentarfilmreihe über den Alltag der türkischstämmigen Familie Özdag, die im Januar 2007 vom WDR-Fernsehen ausgestrahlt wurde. Regie führte Ute Diehl, die auch die Idee für die Familiendoku Die Fussbroichs hatte. Kameramann war Klaus Grittner, der auch schon bei Die Fussbroichs dabei war. Die Reihe war für den Grimme-Preis 2007 nominiert. Eine zweite Staffel entstand 2008 über den Urlaub der Özdags.
Die 2007er Dokumentation zeigt den Alltag der Familie, die in der Keupstraße in Köln eine Konditorei betreibt und in der dritten Generation in Deutschland lebt. Mitwirkende sind Hasan Özdag, der in den 70er Jahren zunächst allein nach Deutschland kam, seine Frau Aliye Özdag, die Töchter Selda, Zülya und Hülya, die Söhne Uzay, Nebil, Aydın und Servet sowie der Schwiegersohn und die Enkelkinder.
In den einzelnen Episoden wird besonders anhand der mittleren Generation deutlich, was es bedeutet, zwischen zwei Kulturen aufzuwachsen. So kommt es z. B. zu Meinungsverschiedenheiten zwischen Vater Hasan, der Putzen für eine reine „Frauenarbeit“ hält, und seiner Tochter Selda, die sich als gleichberechtigte Frau versteht. Bei einer anderen Gelegenheit lehnt Uzay den (nicht ganz ernst gemeinten) Vorschlag seiner Schwester, eine junge Frau aus der Türkei zu heiraten, empört ab und fragt, was er denn mit einer Frau solle, die noch nicht mal Deutsch spricht. Und Selda beschwert sich, dass im Gegensatz zu ihnen selbst, ihre Kinder im Kindergarten kein vernünftiges Deutsch mehr lernten, weil der Ausländeranteil zu hoch sei.
Wie weit Integration gehen kann, wird besonders in der Folge Schmusestunde mit Nebil Özdag deutlich: Gemeinsam mit seinem Bruder Uzay liefert er die Produkte der Konditorei aus. Während der gemeinsamen Autofahrt hört Nebil CDs mit deutscher Schlagermusik und singt textsicher alle Lieder mit. Uzay, der deutsche Schlager nicht so gerne mag, nimmt es anfangs mit Humor, wird aber zusehends genervter. Nebil versucht, ihn von der seiner Meinung nach stimmungsaufhellenden Wirkung und der tollen Aussagekraft der Schlagertexte zu überzeugen. Schließlich meint Uzay, Nebil sei „deutscher als die Deutschen“.